# Sąjūdis
Sąjūdis är en politisk rörelse i Litauen. Sąjūdis var Litauens stora folkrörelse för demokrati och självständighet under 1980-talet.

## Källa
- Sužiedėlis, Saulius (2011) (på engelska). Historical dictionary of Lithuania. Historical dictionaries of Europe ; no. 80 (2. ed.). Lanham, Md.: Scarecrow Press. Libris 12156831. ISBN 978-0-8108-4914-3